# 팔렬중학교
팔렬중학교(八烈中學校)는 대한민국 강원특별자치도 홍천군 내촌면 물걸리에 있는 사립 중학교이다. 

## 학교 연혁
- 1963년 2월 25일 : 팔렬 농업 기술 학교 설립인가
- 1963년 3월 1일 : 초대 교장 손용식 선생 취임
- 1964년 11월 24일 : 팔렬 중학교 전환 인가(학년당 1학급)
- 1971년 6월 30일 : 신축교사 준공
- 1973년 7월 30일 : 강당 준공 실내체육관 겸용
- 1997년 3월 1일 : 대안교육 실시 (학교 부적응 학생 초청)
- 2005년 2월 7일 : 특성화 고등학교(가칭 팔렬고등학교) 설립 계획 승인
- 2006년 3월 1일 : 팔렬 고등학교 개교 (특성화 고등학교)
- 2021년 1월 1일 : 정창용 이화재단 이사장 취임
- 2021년 1월 7일 : 팔렬중학교 제56회 졸업식 거행
- 2021년 1월 7일 : 팔렬고등학교 제13회 졸업식 거행
- 2024년 3월 1일 : 제10대 교장 서용구 선생 취임

## 참고 자료
- 팔렬중학교 - 한국교육학술정보원 학교알리미